# 安氏裸南極魚
安氏裸南極魚，為輻鰭魚綱鱸形目南極魚亞目棘劫魚科的其中一種，分布於西南太平洋的馬克薩斯群島，棲息深度80-84公尺，為底棲性魚類，屬肉食性，生活習性不明。

## 擴展閱讀
維基物種上的相關：安氏裸南極魚